# Kolegiata św. Ignacego Loyoli w Gdańsku
Kolegiata Staroszkocka pw. św. Ignacego z Loyoli – zabytkowy, pojezuicki kościół w Gdańsku na osiedlu Orunia–Św. Wojciech–Lipce, w rejonie historycznym Stare Szkoty. Znajduje się przy niej siedziba rzymskokatolickiej parafii św. Ignacego oraz siedziba kapituły staroszkockiej.

## Historia

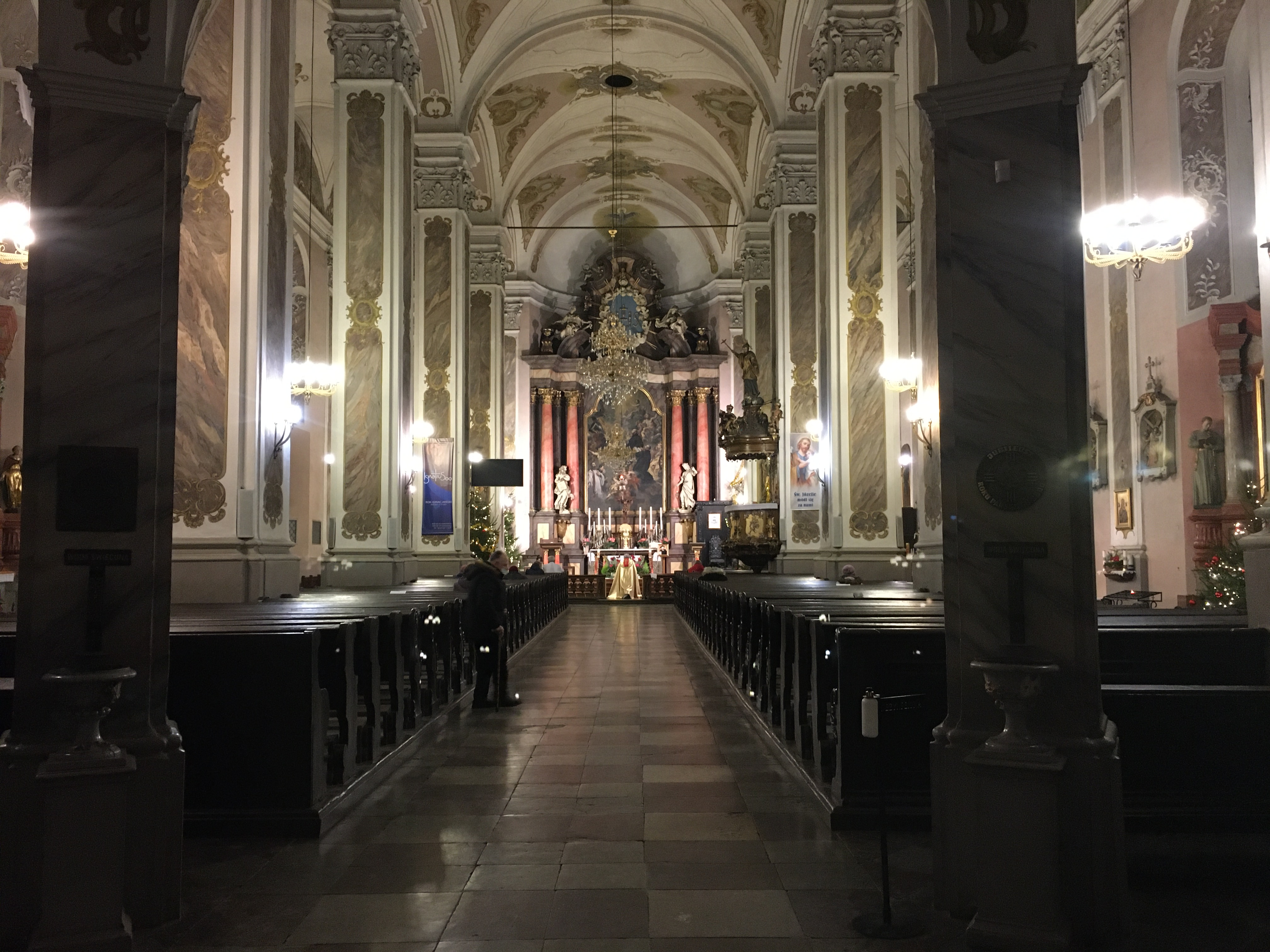
Wnętrze świątyni

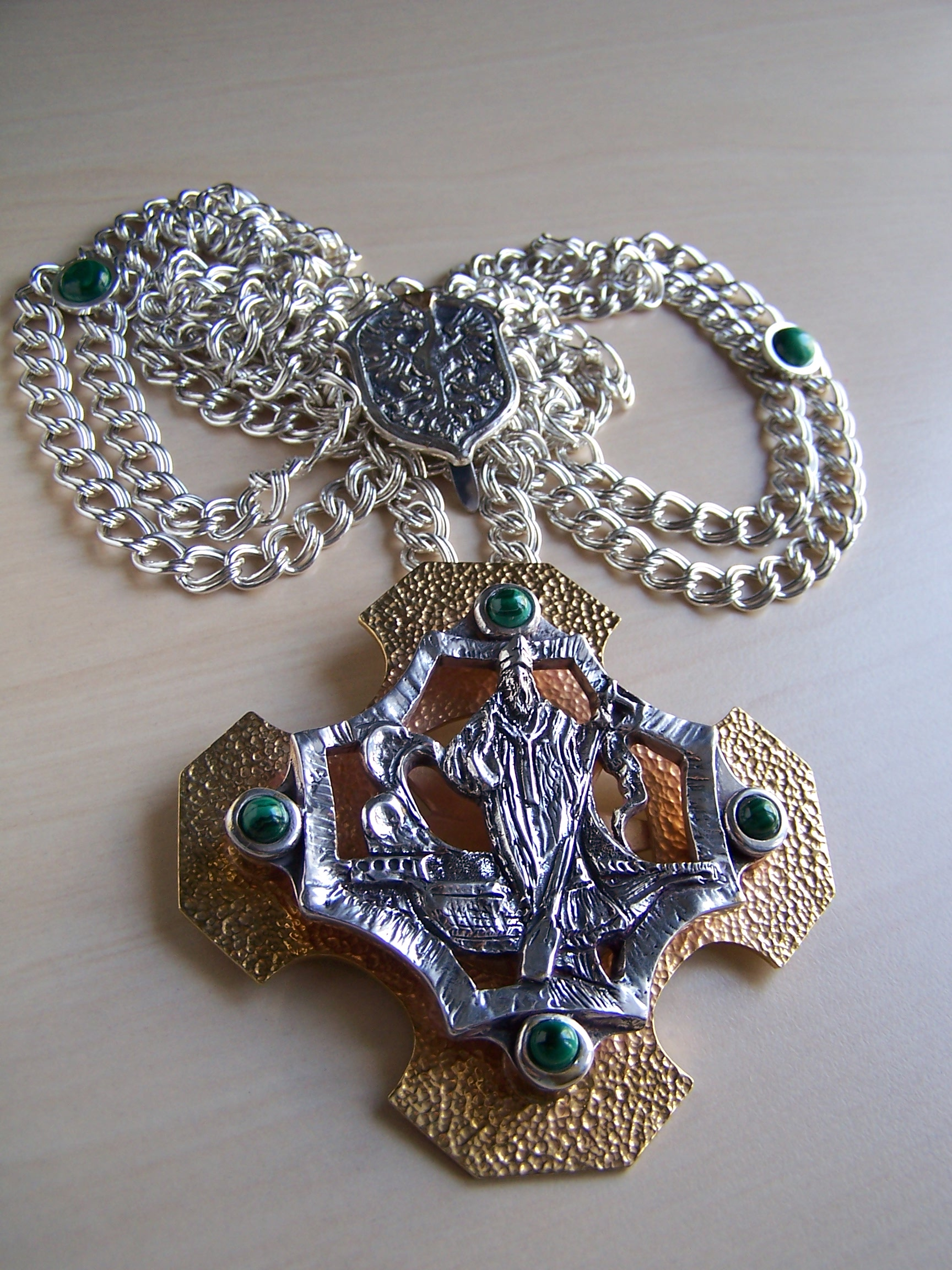
Dystynktorium kanonickie Kapituły kolegiackiej staroszkockiej – autor Giennadij Jerszow

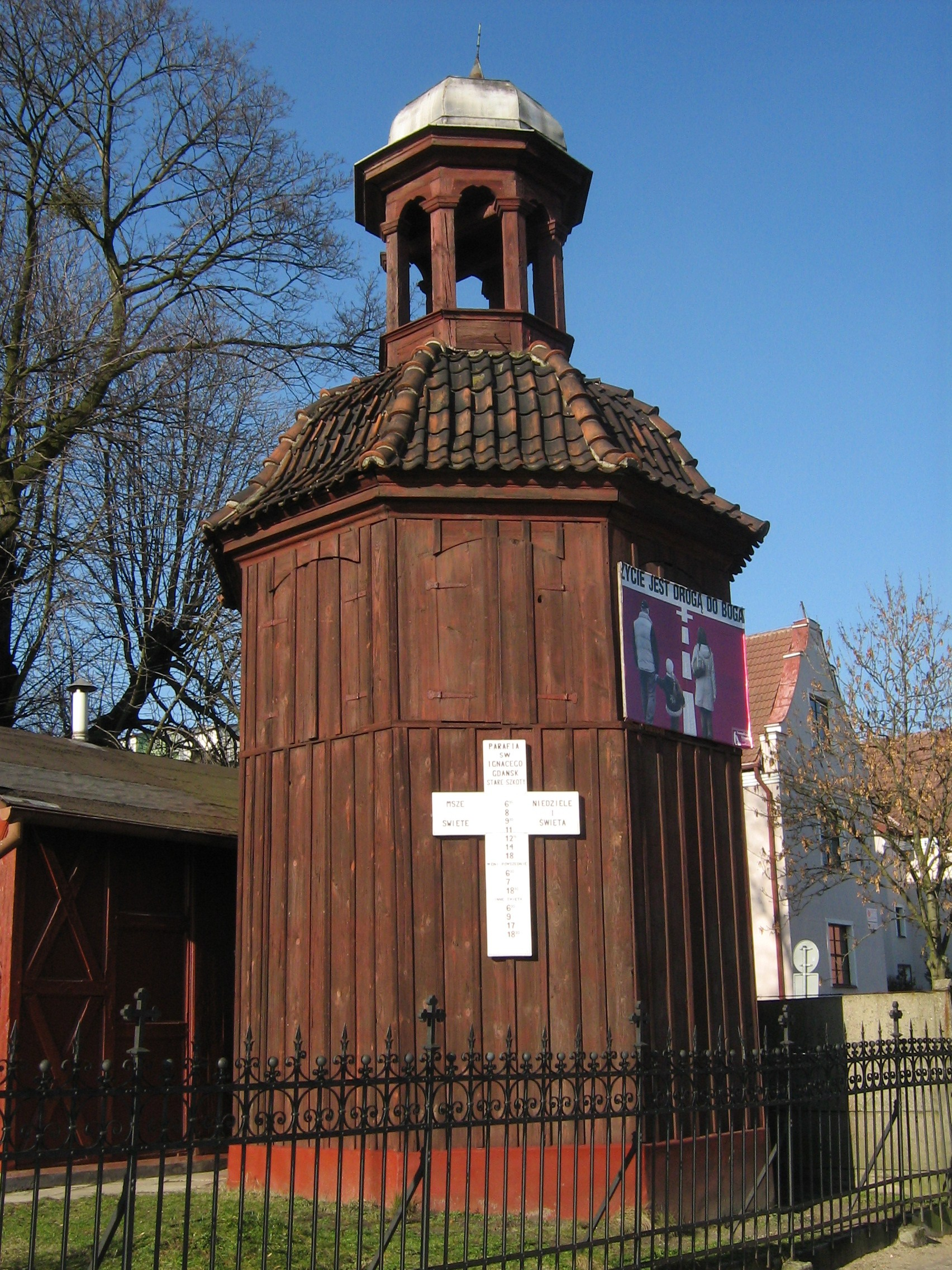
Zabytkowa dzwonnica z 1777

Jest to czwarty kościół w historii Starych Szkotów. Poprzednie trzy zostały zniszczone podczas oblężeń Gdańska. Wszystkie zostały wzniesione przez jezuitów. Wcześniej w tym miejscu stała jedna świątynia z 1615, spalona przez gdańszczan w 1734 podczas oblężenia. Budowa kościoła została ukończona 16 listopada 1755. W 1777 wybudowano przy kościele drewnianą dzwonnicę istniejącą do dzisiaj. Kościół był położony niedaleko Kolegium Jezuickiego, w którym kształcił się Józef Wybicki, autor hymnu państwowego.
W 1807 podczas zdobywania Gdańska przez armie Napoleona Bonaparte kościół stracił obie wieże.
W 1839 powstała obecna parafia. Podczas II wojny światowej zostały zniszczone wszystkie witraże.
Od lat 60. XIX wieku na tyłach kościoła istnieje cmentarz św. Ignacego.
Jest to budowla w stylu późnego baroku, trzynawowa o charakterze halowym. Sklepienie beczkowe wsparte jest na filarach. W ścianie północnej znajduje się sześć okien, w południowej cztery. Długość wynosi 53 m, szerokość 24 m. Niegdyś posiadała dwie wieże. Kościół cechuje znakomita akustyka opisywana przez XIX wiecznego historyka G. Löschina.
W podziemiach znajduje się krypta z ok. dwustoma trumnami, głównie jezuitów.

## Najważniejsze wyposażenie
- dziesięć ołtarzy bocznych
- obraz z XVII wieku w ołtarzu głównym przedstawiający Ignacego Loyolę, który namalował wybitny flamandzki malarz barokowy Cornelis Schut Starszy. Obraz kupiono w Kolonii w 1908
- feretron z 1745
- krzyż mosiężny z 1709
- trzystuletni zegar stojący
- relikwiarze z XVIII wieku
- organy z 1876
- drewniany dźwig w formie koła napędzanego siłą mięśni z XVIII wieku
- drewniany ołtarz główny, pomalowany w odcień marmuru
- cztery drewniane konfesjonały